# Anne Demelenne
Anne Demelenne (Marche-en-Famenne, 17 oktober 1957) is een Belgische voormalige syndicaliste.

## Levensloop
Demelenne is van opleiding regent Germaanse talen. Ze werd in 1978 lerares, een beroep dat ze uitoefende tot ze in 1981 aan de slag ging bij BBTK Luxemburg. Een jaar later, in 1982, werd ze secretaris voor BBTK Namen en in 1991 ging ze aan de slag bij Belgische Federatie van Sociale en Coöperatieve Economie (FEBECOOP), tevens werd ze algemeen secretaris van het ‘Centre coopératif de la consommation’. In 1995 keerde ze terug naar BBTK waar ze secretaris werd voor de handel en social profit, een functie die ze uitoefende tot haar aanstelling tot gewestelijk secretaris van deze Naamse centrale. In 2005 werd ze gewestelijk secretaris van het ABVV Namen.
In 2006 werd ze verkozen tot algemeen secretaris van het ABVV en voorzitster van het Waals ABVV. In die periode was ze ook vicevoorzitter van de Centrale Raad voor het Bedrijfsleven (CRB), voorzitster van het Waals vrouwenbureau en lid van het directiecomité van het Europees Vakverbond (EVV). In juni 2014 maakte ze bekend te stoppen als algemeen secretaris wegens een slepende ziekte.